# TI Asia (schip, 2002)
De TI Asia was een tanker, een Ultra Large Crude Carrier (ULCC) en een van de grootste schepen ter wereld. Het is in 2008 omgebouwd tot FSO, een schip dat niet meer vaart maar voor de opslag van aardolie op open zee gebruikt wordt.
De TI Asia werd door DSME gebouwd voor het Griekse Hellespont en kwam in 2002 in de vaart als Hellespont Alhambra, als een schip van een serie van vier. In 2004 werden de schepen gekocht door Euronav en de Overseas Shipholding Group (OSG). De vier zusterschepen, in de vaart gebracht als Hellespont Fairfax, Hellespont Tara, Hellespont Alhambra en Hellespont Metropolis, zijn daarna omgedoopt naar TI Oceania, TI Europe, TI Asia en TI Africa. De TI staat voor de Tankers International pool, waarin de schepen worden beheerd. De TI Asia en TI Europe zijn nu eigendom van het Belgische Euronav en de TI Africa en TI Oceania van het Amerikaanse OSG.
Opmerkelijk is dat deze dubbelwandige tankers de eerste ULCC's zijn die sinds het begin van de jaren '80 zijn gebouwd. De TI Asia is niet het grootste schip ooit gebouwd. De Seawise Giant, later omgebouwd tot FSO onder de naam Knock Nevis, had meer draagvermogen en de vier schepen uit de Batillus-klasse meer bruto-tonnenmaat. Deze zijn inmiddels alle gesloopt.
De Ti Asia en Ti Africa zijn gedurende 2008 en 2009 omgebouwd tot FSO en gedurende 2010 als zodanig in gebruik door Maersk Oil Qatar in het Al Shaheen veld offshore Qatar. De beide FSO's zijn daar gekomen om de Knock Nevis te vervangen.